# Scurrula rhopalocarpa
Scurrula rhopalocarpa är en tvåhjärtbladig växtart som först beskrevs av Wilhelm Sulpiz Kurz, och fick sitt nu gällande namn av Danser. Scurrula rhopalocarpa ingår i släktet Scurrula och familjen Loranthaceae. Inga underarter finns listade i Catalogue of Life.